# Johan Carl Ramsay
Johan Carl Ramsay, född i juni 1675, död 23 november 1742 i Stockholm, var en svensk militär.
Johan Carl Ramsay var son till Anders Erik Ramsay och Dorotea Sofia Ritter. Han blev musketerare vid Livgardet 1699, korpral där 1700, deltog i landstigningen vid Humlebæk, blev adjutant 1701, fänrik 1702 och löjtnant 1704. Ramsay blev major vid överste Otto Albrekt von der Hagens grenadjärregemente till häst 1706, major vid Östgöta infanteriregemente 1708 och tillfångatogs efter slaget vid Poltava. Han vistades under fångenskapen i Kostroma, kom hem från fångenskapen 1721 och blev samma år överstelöjtnant vid Savolaks regemente, erhöll överstes titel 1722 blev 1723 vice landshövding i Kymmenegårds och Nyslotts län och majors indelning vid Östgöta regemente samma år. Ramsay blev överstelöjtnant vid Nylands dragonregemente 1726 och var överste och chef för regementet 1739–1742. Han deltog även i hattarnas ryska krig. Ramsay utnämndes till generalmajor av kavalleriet 1742 men dog innan han hann motta utnämningen.